# Aleksandr Pietrunkiewicz
Aleksandr Iwanowicz Pietrunkiewicz, ros. Александр Иванович Петрункевич (ur. 10 grudnia?/22 grudnia 1875 w Pliskach, zm. 9 marca 1964 w New Haven) – rosyjski arachnolog i entomolog.

## Życiorys
Był synem Iwana Iljicza Pietrunkiewicza. Już w młodości interesował się chrząszczami. Studiował na Uniwersytecie Moskiewskim, a potem na Uniwersytecie Albrechta i Ludwika we Fryburgu u Augusta Weismanna. We Fryburgu prowadził badania nad pszczołą miodną oraz wytwarzaniem dźwięku przez prostoskrzydłe. W 1903 przybył do Stanów Zjednoczonych. W 1910 dostał się na Uniwersytet Yale, gdzie w 1917 otrzymał tytuł profesora i pozostał do swojej śmierci.
Pietrunkiewicz napisał wiele prac, w których opisał wiele nowych gatunków pajęczaków, zarówno współczesnych, jak i wymarłych. Pisał głównie o morfologii, taksonomii i behawiorze pająków współczesnych. Stworzył także katalog gatunków opisanych z bursztynu. Był założycielem i prezydentem Federation
of Russian Organizations in the United States of America. W latach 1919–1924 był przewodniczącym Russian Collegiate Institute of New York. W 1954 został wybrany na członka National Academy of Sciences.